# Listă de actori austrieci
Lista de actori austrieci cuprinde actorii și actrițele care sunt de naționalitate austriacă.

## Filme mute din anii (1906–1930)
Actrițe:
Grete Berger, Eugenie Bernay, Sybille Binder, Betty Bird, Hedwig Bleibtreu, Carmen Cartellieri, Mady Christians, Josefine Dora, Olga Engl, Anna Exl, Nora Gregor, Mizzi Griebl, Ilka Grüning, Grit Haid, Liane Haid, Stefanie Hantzsch, Else Heller, Dora Hrach, Dora Kaiser, Leopoldine Konstantin, Trude Lechle, Grete Lundt, Marie Marchal, Eva May, Mia May, Lotte Medelsky, Anny Milety, Maria Minzenti, Hansi Niese, Ressel Orla, Sophie Pagay, Clementine Plessner, Auguste Pünkösdy, Maria Reisenhofer, Frida Richard, Ellen Richter, Thea Rosenquist, Mela Schwarz, Julia Serda, Magda Sonja, Mathilde Sussin, Margarete Thumann, Gisela Werbezirk, Maria Zelenka
Actori:
Wolf Albach-Retty, Lutz Altschul, Ekkehard Arendt, Ernst Arndt, Paul Askonas, Ludwig Auer, Felix Basch, Ernst Bath, Karl Baumgartner, Hermann Benke, Teddy Bill, Max Bing, Karl Blasel, Julius Brandt, Willy Danek, Joseph Delmont, Ernst Deutsch, Gustav Diessl, Felix Dörmann, Anton Edthofer, Walter Edhofer, Karl Ehmann, Heinrich Eisenbach, Ferdinand Exl, Karl Farkas, Friedrich Fehér, Olaf Fjord, Hugo Flink, Willi Forst, Rudolf Forster, Alphons Fryland, Alexander Girardi, Franz Glawatsch, Carl Goetz, Alexander Granach, Fritz Greiner, Carl Günther, Emmerich Hanus, Heinz Hanus, Karl Harbacher, Franz Höbling, Josef Holub, Hans Homma, Oskar Homolka, Paul Hörbiger, Fritz Imhoff, Hans Jaray, Eugen Jensen, Egon von Jordan, Franz Kammauf, Oskar Karlweis, Albert von Kersten, Rudolf Klein-Rhoden, Wilhelm Klitsch, Arnold Korff, Fritz Kortner, Georg Kundert, Viktor Kutschera, Walter Ladengast, Henry Lehrman, Fred Louis Lerch, Fritz Lunzer, Oskar Marion, Hubert Marischka, Ferdinand Maierhofer, Hans Marr, André Mattoni, Paul Morgan, Hans Moser, Jack Mylong-Münz, Eugen Neufeld, Max Neufeld, Alfred Neugebauer, Michael von Newlinski, Georg Wilhelm Pabst, Max Pallenberg, Heinrich Peer, Ernst Pröckl, Louis Ralph, Georg Reimers, Josef Reithofer, Fritz Richard, Paul Richter, Hans Rhoden, Hermann Romberg, Oscar Sabo, Fred Sauer, Joseph Schildkraut, Wolfgang von Schwind, Oskar Sima, Walter Slezak, Fritz Spira, Ludwig Stössel, Julius Strobl, Erich von Stroheim, Igo Sym, Szöke Szakall, Willy Thaller, Hermann Thimig, Anton Tiller, Otto Tressler, Hans Unterkircher, Robert Valberg, Theodor Weiß, Hans (John) Wengraf, Eduard von Winterstein, Hermann Wlach, Otto Wögerer, Adolf Wohlbrück, Friedrich Zelnik

## Filme din anii (1929–1959)
Actrițe:
Rosa Albach-Retty, Mimi Gstöttner-Auer, Viktoria von Ballasko, Senta Berger, Elisabeth Berzobohaty, Tala Birell, Vanessa Brown, Ingeborg Cornelius, Friedl Czepa, Elfriede Datzig, Vilma Degischer, Poldi Dur, Margarethe Dux, Edith Elmay, Maria Emo, Maria Eis, Ilse Exl, Hilde Föda, Helma Gautier, Elfe Gerhart-Dahlke, Adrienne Gessner, Käthe Gold, Anita Gutwell, Waltraut Haas, Marte Harell, Heidemarie Hatheyer, Angelika Hauff, Olly Holzmann, Judith Holzmeister, Lizzi Holzschuh, Christiane Hörbiger, Gusti Huber, Ulla Jacobsson, Gertraud Jesserer, Geraldine Katt, Eva Kerbler, Josefin Kipper, Doris Kirchner, Hansi Knoteck, Dora Komar, Inge Konradi, Hilde Krahl, Ida Krottendorf, Elfriede Kuzmany, Hedy Lamarr, Lotte Lang, Susi Lanner, Helene Lauterböck, Lotte Ledl, Lotte Lenya, Inge List, Gerlinde Locker, Sylvia Lopez, Tilly Losch, Celia Lovsky, Erni Mangold, Christl Mardayn, Trude Marlen, Louise Martini, Johanna Matz, Gerda Maurus, Herta Mayen, Elfie Mayerhofer, Marisa Mell, Edith Mill, Trude von Molo, Susi Nicoletti, Elisabeth Orth, Elfriede Ott, Eva Pawlik, Ina Peters, Maria Perschy, Paula Pflüger, Else Rambausek, Erika Remberg, Annie Rosar, Angela Salloker, Maria Schell, Romy Schneider, Marianne Schönauer, Gretl Schörg, Christine Schuberth, Alma Seidler, Helli Servi, Lilia Skala, Traudl Stark, Elisabeth Stiepl, Rose Stradner, Gretl Theimer, Helene Thimig, Jane Tilden, Nadja Tiller, Olga von Togni, Luise Ullrich, Ellen Umlauf, Lizzi Waldmüller, Thea Weis, Senta Wengraf, Paula Wessely, Gusti Wolf, Bibiana Zeller, Grete Zimmer, Yetta Zwerling
Actori:
Peter Alexander, Leon Askin, Leonhard Auer, John Banner, Theodore Bikel, Franz Böheim, Alfred Böhm, Karlheinz Böhm, Klaus Maria Brandauer, Hans Brenner, Siegfried Breuer, Siegfried Breuer jr., Heinz Conrads, Armin Dahlen, Theodor Danegger, Helmut Dantine, Robert Dietl, Ludwig Donath, Josef Egger, Carl Esmond (=Willy Eichberger), Richard Eybner, C. W. Fernbach, O. W. Fischer, Karl Fochler, Bert Fortell, Robert Freytag, Erik Frey, Harry Fuss, Hugo Gottschlich, Leopold Hainisch, Otto Hartmann, Karl Hellmer, Paul Henreid, Hans Holt, Fritz Holzer, Attila Hörbiger, Thomas Hörbiger, Adrian Hoven, Peter Illing, Kurt Jaggberg, Michael Janisch, Curd Jürgens, Kurt Kasznar, Alexander Kerst, Dieter Kirchlechner, Eduard Köck, Walter Kohut, Friedrich von Ledebur, Fred Liewehr, Hugo Lindinger, Robert Lindner, Theo Lingen, Eduard Linkers, Helmuth Lohner, Peter Lorre, Paul Löwinger, Ferdinand Marian, Franz Marischka, Josef Meinrad, Kurt Meisel, Fritz Muliar, Reggie Nalder, Erich Nikowitz, Rolf Olsen, Karl Paryla, Nikolaus Paryla, Heinz Petters, Franz Pfaudler, Gunther Philipp, Klaus Pohl, Eric Pohlmann, Rudolf Prack, Hans Putz, Helmut Qualtinger, Freddy Quinn, Fred Raul, Walter Regelsberger, Raoul Retzer, Walther Reyer, Gregor von Rezzori, Rudolf Rhomberg, Gerhard Riedmann, Richard Romanowsky, Leopold Rudolf, Albert Rueprecht, Toni Sailer, Maximilian Schell, Edmund Schellhammer, Otto Schenk, Karl Schönböck, Dietmar Schönherr, Hans Schott-Schöbinger, Heinrich Schweiger, Karl Schwetter, Albin Skoda, Karl Skraup, Alfred Solm, Kurt Sowinetz, Viktor Staal, Frederick Stafford, Ernst Stankovski, Edd Stavjanik, Erwin Strahl, Otto Tausig, Georg Tressler, Alexander Trojan, Walter Varndal, Friedrich von Ledebur, Gregor von Rezzori, Anton Walbrook, Ernst Waldbrunn, Rolf Wanka, Peter Weck, Oskar Wegrostek, Kurt Weinzierl, Gustl Weishappel, Oskar Werner, Rudolf Wessely, Bernhard Wicki

## Filme din anii (1960–1980)
Actrițe:
Helga Anders, Hannelore Auer, Ulrike Beimpold, Maria Bill, Monica Bleibtreu, Katharina Böhm, Konstanze Breitebner, Lore Brunner, Christine Buchegger, Marie Colbin, Sybil Danning, Gerlinde Döberl, Birgit Doll, Ina Duscha, Stefanie Dvorak, Mercedes Echerer, Andrea Eckert, Tanja Gruber, Isa Haller, Brigitte Karner, Karin Kienzer, Sonja Kirchberger, Dagmar Koller, Sissy Löwinger, Claudia Martini, Doris Mayer, Marianne Mendt, Petra Morzé, Erika Mottl, Brigitte Neumeister, Elisabeth Orth, Angelika Ott, Christine Ostermayer, Dorothea Parton, Margot Philipp, Erika Pluhar, Nina Proll, Patricia Rhomberg, Maria Rohm, Sophie Rois, Rose Renée Roth, Eva Rueber-Staier, Dolores Schmidinger, Christine Schuberth, Hilde Sochor, Julia Stemberger, Elisabeth Stepanek, Monika Strauch, Brigitte Swoboda, Elisabeth Trissenaar, Barbara Valentin, Heidelinde Weis, Michaela Rosen
Actori:
Herb Andress, Wolf Bachofner, Helmut Berger, William Berger, Wolfram Berger, Carlo Böhm, Klaus Maria Brandauer, Jacques Breuer, Pascal Breuer, Franz Buchrieser, Stefan Fleming, Albert Fortell, Georg Friedrich, Karl Friedrich, Christian Futterknecht, Max Grießer, Alfons Haider, Karlheinz Hackl, Erhard Hartmann, Hakon Hirzenberger, Robert Hoffmann, Hans Hollmann, Wolfgang Hübsch, Xaver Hutter, Peter Janisch, Udo Jürgens, Fritz Karl, Götz Kauffmann, Peter Kern, Ernst Konarek, Werner Kreindl, Erwin Leder, Niki List, Paulus Manker, Georg Marischka, Karl Merkatz, Tobias Moretti, Günther Paal, Erich Padalewski, Werner Pochath, Hanno Pöschl, Lukas Resetarits, Otto W. Retzer, Klaus Rohrmoser, Sieghardt Rupp, Walter Schmidinger, August Schmölzer, Arnold Schwarzenegger, Peter Simonischek, Christian Spatzek, Erwin Steinhauer, Wolfgang Unterzaucher, Andreas Vitásek, Nikolas Vogel, Christoph Waltz, Klaus Wildbolz, Wilfried Zeller-Zellenberg, Vitus Zeplichal, Günther Ziegler, August Zirner

## Filme din 1990 până azi (2010)
Actrițe:
Muriel Baumeister, Nicole Beutler, Eva Billisich, Nina Blum, Gerti Drassl, Andrea Händler, Eva Herzig, Maria Hofstätter, Mavie Hörbiger, Christina Karnicnik, Maria Köstlinger,
Cindy Kurleto, Claudia Martini, Edita Malovcic, Birgit Minichmayr, Bernarda Reichmuth, Sophie Rois, Doris Schretzmayer, Aglaia Szyszkowitz, Monica Weinzettl, Franziska Weisz, Elke Winkens, Sissy Wolf, Susanne Wuest, Michaela Rosen
Actori:
Gregor Bloéb, Wolfgang Böck, Alfred Dorfer, Ludwig Dornauer, Roland Düringer, Georg Friedrich, Arno Frisch, Josef Hader, Hansi Hinterseer, Andreas Kiendl, Hermann Killmeyer, Harald Krassnitzer, Karl Ferdinand Kratzl, Andreas Lust, Karl Markovics, Lukas Miko, Michael Niavarani, Reinhard Nowak, Michael Ostrowski, Wolfgang Pissecker, Hary Prinz, Georg Prokop, Simon Schwarz, Robert Stadlober